# المخشابة (تبن)

تعديل مصدري - تعديل

المخشابة هي إحدى قرى عزلة الحوطة بمديرية تبن التابعة لمحافظة لحج، بلغ تعداد سكانها 123 نسمة حسب تعداد اليمن لعام 2004.